# Вагичев, Александр Михайлович
Александр Михайлович Вагичев (21 июля 1923, Нижегородская губерния — 1992) — российский советский художник кино и оператор.

## Биография
В марте 1942 года был призван в Красную армию. Награждён медалью «За победу над Германией в Великой Отечественной войне 1941-1945 гг.»
В 1948—1954 годах обучался на художественном факультете ВГИКа.
Затем работал на киностудии имени Горького, в 23 фильмах.
Скончался Александр Михайлович в 1992 году. Похоронен на Леоновском кладбище. Его работы находятся в Выставочном зале имени А. М. Каманина (г. Чкаловск, Нижегородская область).

## Фильмография

### Оператор
- 1973 — Однажды летом (киноальманах)
- 1973 — Жених и невеста

### Художник
- 1955 — Самоуверенный Карандаш (короткометражный)
- 1959 — Сыну пора жениться
- 1961 — Евдокия
- 1961 — Приключения Кроша
- 1963 — Королевство Кривых Зеркал
- 1964 — Живёт такой парень
- 1964 — Какое оно, море? (художник по костюмам)
- 1966 — Сердце друга
- 1967 — Шестое лето
- 1968 — Новенькая
- 1970 — Тайна железной двери
- 1973 — Горячий камень
- 1974 — Ещё можно успеть
- 1975 — В ожидании чуда
- 1976 — Самый красивый конь
- 1977 — «Посейдон» спешит на помощь
- 1978 — Далекий марш (короткометражный)
- 1979 — Пограничный пёс Алый
- 1980 — Хлеб, золото, наган
- 1981 — Похищение века
- 1983 — Из жизни начальника уголовного розыска